# Heracles Almelo (zaalvoetbal)
Heracles Almelo Futsal is een Nederlandse zaalvoetbalclub uit Almelo, opgericht op 12 december 2012 als Almelo FC (Almelo Futsal Combinatie) en ging in 2021 verder onder de huidige naam.

## Mannen 1
Dit team kwam in het seizoen 2020/21 voor het eerst in de Topklasse uit waarin het ook in 2021/22 speelde en kampioen werd. Vanaf 2022/23 speelt dit team in de Eerste divisie.